# Farthest South
Vous lisez un « bon article » labellisé en 2009.
Le terme anglais Farthest South désigne le « point le plus au sud », donc le plus proche du pôle Sud, jamais atteint par l'homme à un moment donné de l'histoire. Absente des préoccupations des premiers navigateurs de l'hémisphère austral, l'expression a été largement utilisée lorsque, au XIXe siècle et au début du XXe siècle, la course en direction du sud s'est intensifiée.
Les premiers pas significatifs dans l'avancée vers le pôle Sud sont : la découverte de terres au sud du cap Horn en 1619, la découverte  dans l'Atlantique sud par le commerçant anglais Anthony de la Roché d'une île montagneuse que James Cook baptisera Géorgie du Sud en 1775 après son franchissement du cercle Antarctique en 1773 et enfin le premier signalement confirmé du continent Antarctique en 1820.
Dans les années qui précèdent celles où l'atteinte du pôle devient un objectif réaliste, différents motifs attirent les aventuriers vers le sud. Le moteur initial est la recherche de nouvelles routes commerciales entre l'Europe et l'Extrême-Orient. Après que ces routes ont été établies, et les principales caractéristiques géographiques de la terre cartographiées dans les grandes lignes, c'est le grand continent fertile de Terra Australis qui fait miroiter aux yeux des aventuriers la promesse de ses richesses, cachées, à en croire le mythe, au sud de la planète. La croyance en l'existence de cette terre d'abondance persiste jusqu'au cœur du XVIIIe siècle, et bien des gens n'acceptent pas sans réticence ce que l'historien du pôle Roland Huntford décrira plus tard comme étant « la funeste vérité — un environnement froid et rude au sud, confirmée par la découverte d'îles glacées et inhospitalières dans l'océan Austral ».
Les voyages de James Cook de 1772 à 1775 démontrent avec certitude la nature hostile de ces terres cachées. L'intérêt porté aux activités commerciales retombe par conséquent ensuite, au profit des explorations et des découvertes, lors d'expéditions comme celles de James Weddell et James Clark Ross au cours de la première moitié du XIXe siècle. Après le premier débarquement confirmé sur le sol du continent Antarctique vers la fin du XIXe siècle, la quête de la « latitude la plus au sud » devient, dans les faits, la « course au Pôle ». Les Britanniques sont au premier rang de ces tentatives, qui se caractérisent par la rivalité entre Robert Falcon Scott et Ernest Shackleton durant « l'âge héroïque de l'exploration en Antarctique ». Cependant, la première personne à atteindre le « point le plus au sud » ultime, c'est-à-dire le pôle Sud lui-même par 90° S, est un Norvégien, Roald Amundsen, en décembre 1911.

## Premiers navigateurs
- Traité de Tordesillas (1494) (ligne continue)

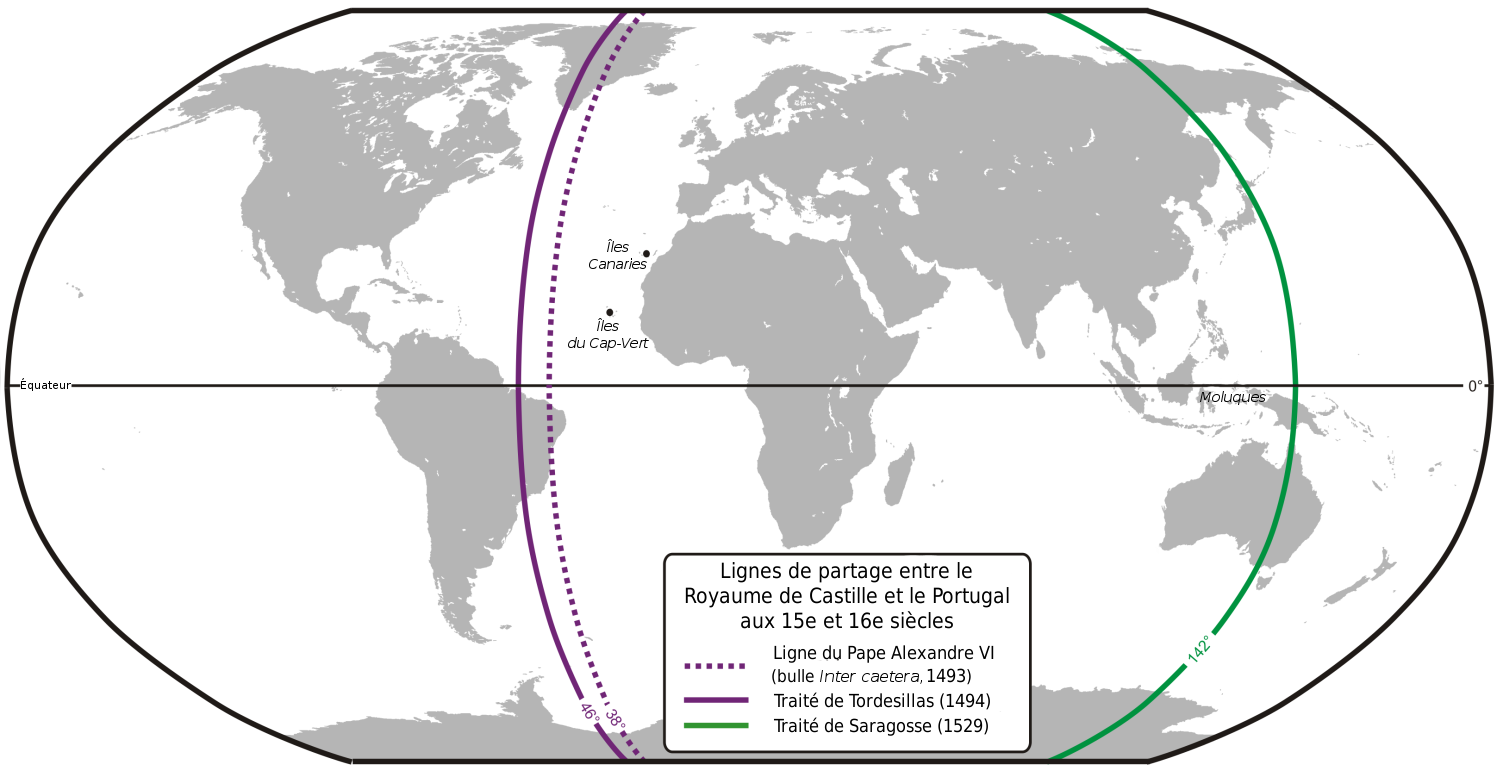
Traité de Tordesillas (1494) (ligne continue)

En 1494, les principales puissances maritimes, le Portugal et l'Espagne, signent le traité de Tordesillas qui établit une ligne imaginaire au milieu de l'océan Atlantique et attribue toutes les routes commerciales à l'est de cette ligne au Portugal. Ceci donne au Portugal la maîtrise de la seule route connue vers l'est – via le cap de Bonne-Espérance et l'océan Indien – ce qui laisse l'Espagne, et plus tard d'autres pays, dans l'obligation de rechercher une route par l'ouest, à travers l'océan Pacifique. L'exploration du Sud commence dans le cadre de la recherche d'un tel itinéraire.

### Fernand de Magellan

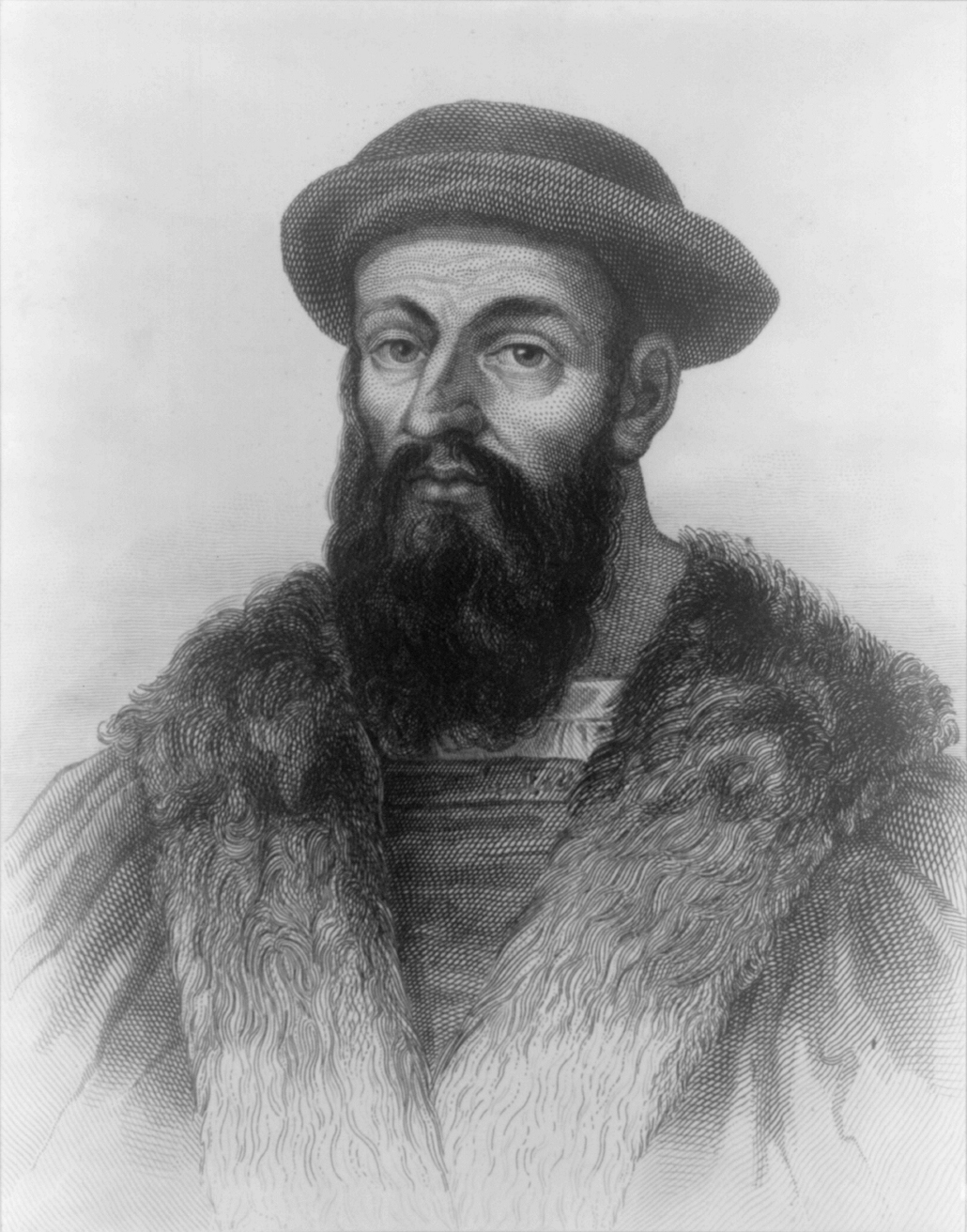
Fernand de Magellan

Bien que Portugais de naissance, Fernand de Magellan fait allégeance à Charles Quint, qui est alors roi d'Espagne et, à partir de 1520, empereur du Saint-Empire romain germanique. C'est en son nom qu'il quitte Séville le 10 août 1519 avec une flottille de cinq navires, à la recherche d'une route commerciale par l'ouest à destination des Moluques, territoire situé dans la région des Indes orientales. Le succès de cette expédition dépend de la découverte d'un détroit ou d'un passage à travers les terres de l'Amérique du Sud, ou de celle de la pointe Sud du continent pour pouvoir le contourner. La côte sud-américaine est aperçue le 6 décembre et Magellan met le cap au sud avec précaution, suivant la côte pour atteindre le 49e parallèle sud, le 31 mars 1520. L'endroit étant inconnu, Magellan décide d'attendre sur place pendant l'hiver austral et d'établir une colonie à Puerto San Julián.
En septembre, le voyage continue vers le sud de la côte inexplorée, atteignant le 52e parallèle sud le 21 octobre. Là, Magellan trouve une baie profonde qui, après des recherches, s'avère être le détroit qu'il souhaitait et qui portera son nom plus tard. Pendant que la flottille se dirige vers l'océan Pacifique, en novembre 1520, elle atteint le point le plus au Sud du détroit, proche du 54e parallèle sud. Ces marins atteignent ainsi le « point le plus au sud » jamais atteint par un navigateur européen, bien que l'impact de cette réalisation soit amoindri par l'existence d'indigènes encore plus au sud, en Terre de Feu, qui constituent la présence humaine la plus au sud que l'on connaisse. Quoi qu'il en soit, même si Magellan lui-même n'avait pas pour but la quête du Farthest South, son exploit constitue une référence pour ceux qui viendront après lui.

### Francisco de Hoces
C'est Francisco de Hoces que l'on crédite parfois d'avoir aperçu pour la première fois un passage au sud de la Terre de Feu, lors de l'« expédition Loaisa ». En janvier 1526, son navire San Lesmes dérive au sud de l'entrée atlantique du détroit de Magellan jusqu'à un endroit où l'équipage croit voir un promontoire et de l'eau au-delà, indiquant l'extrémité sud du continent. C'est pure spéculation que d'identifier le promontoire qu'ils virent ainsi, même s'il est fort possible qu'il se soit agi du cap Horn. C'est sur la foi de cette hypothèse que certains, dans plusieurs pays de langue espagnole, affirment que de Hoces avait fait la découverte du détroit connu aujourd'hui sous le nom de passage de Drake plus de cinquante ans avant le corsaire et explorateur britannique Francis Drake, mais le manque d'éléments venant corroborer cette supposition la rend douteuse.

### Francis Drake

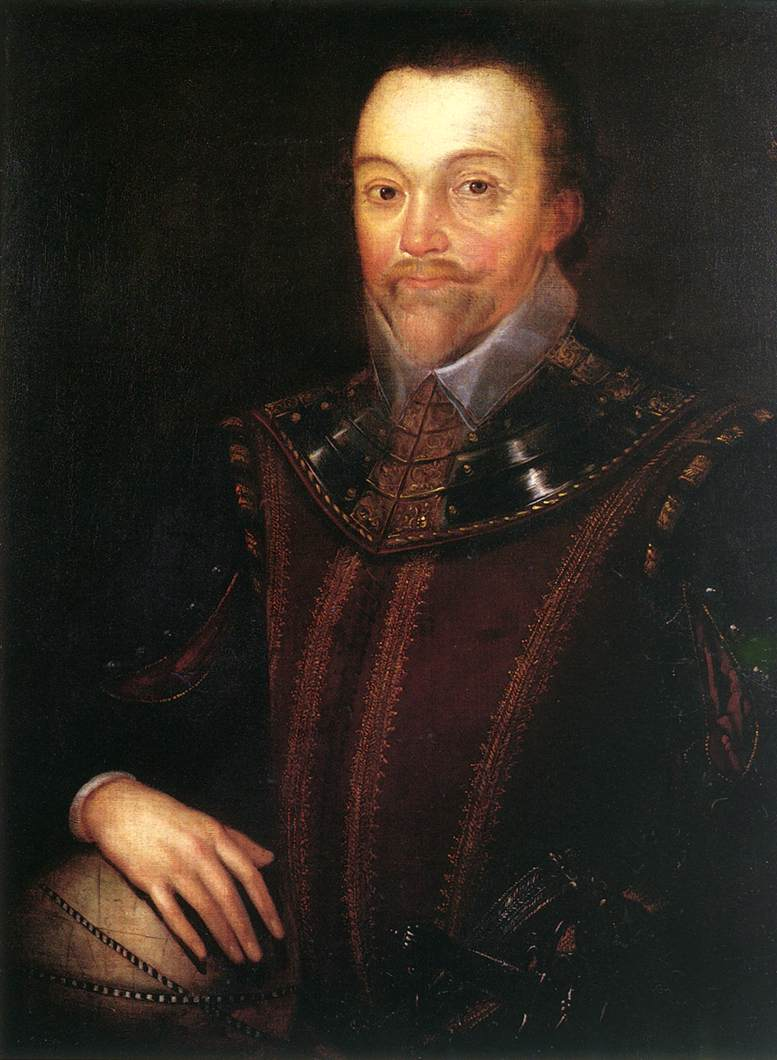
Francis Drake

Francis Drake quitte Plymouth le 15 novembre 1577 à la tête d'une flotte de cinq navires avec à leur tête son vaisseau amiral, le Pelican, plus tard renommé le Golden Hinde. Son objectif principal est le pillage et non l'exploration. Ses cibles initiales sont les villes espagnoles non fortifiées se trouvant sur le littoral pacifique du Chili et du Pérou. Suivant la route empruntée par Magellan, Drake atteint Puerto San Julián le 20 juin. Après une escale de presque deux mois, Drake repart avec une flotte réduite à trois navires et une petite chaloupe. Ses navires s'engagent dans le détroit de Magellan le 23 août et atteignent l'océan Pacifique le 6 septembre.
Drake entame alors une remontée vers le nord-ouest, mais la flotte est dispersée par une tempête le jour suivant. Le Marigold est englouti par une vague géante, tandis que l'Elizabeth parvient à rejoindre le détroit de Magellan et commence sa remontée par l'est vers l'Angleterre. Quant à la chaloupe, elle sera perdue par la suite. Les vents se déchaînent pendant plus de sept semaines. Le Golden Hinde est poussé loin vers l'ouest et le sud, et doit lutter pour remonter contre le vent vers la terre. Le 22 octobre, la flotte accoste une île que Drake baptise « île Elizabeth », où l'on trouve le bois nécessaire à la cuisson des aliments, et où l'on capture phoques et manchots pour leur viande.
Selon le pilote portugais de Drake, Nuño da Silva, leur position à l'ancrage se situe au 57e parallèle sud. Cependant, il n'y a aucune île à cette latitude. Les îles Diego Ramirez, alors encore inconnues, à 56° 30′, sont dépourvues d'arbres et ne peuvent donc pas être les îles où l'équipage de Drake rassemble du bois. Ceci indique que le calcul de navigation était erroné et c'est donc à proximité du cap Horn, voire sur l'île Horn elle-même, que Drake a dû débarquer. Sa latitude méridionale la plus extrême peut donc seulement être assimilée à celle du cap Horn, à 55° 59′. Dans son rapport, Drake écrit : « Le cap, ou l'extrémité de terre la plus extrême à cet endroit, approche des 56 degrés, au-delà desquels il n'y a aucune île d'importance, mais où l'océan Atlantique et la mer Australe se rencontrent ». La mer ouverte au sud du cap Horn sera connue ensuite sous le nom de « passage de Drake ».

### Expédition Garcia de Nodal
Le premier franchissement que l'on connaisse du passage de Drake est réalisé en février 1619 par les frères Bartolome et Gonzalo Garcia de Nodal. Durant cette expédition, ils découvrent un petit groupe d'îles à environ 100 kilomètres au sud-ouest du cap Horn, à une latitude de 56° 30′ S. Ils les baptisent îles Diego Ramirez, du nom du pilote de l'expédition. Ces îles demeurent le point le plus au sud jusqu'à la découverte des îles Sandwich du Sud par le capitaine James Cook en 1775.

### Autres découvertes
D'autres voyages apportent de nouvelles découvertes dans les mers australes. En août 1592, le marin anglais John Davis trouve un abri « au milieu d'îles inconnues auparavant » que l'on suppose être les Malouines,.
En 1675, le navigateur et marchand anglais Anthony de la Roché s'abrite dans le fjord d'une île dont James Cook prendra possession un siècle plus tard sous le nom de Géorgie du Sud ; en 1739, le français Jean-Baptiste Bouvet de Lozier découvre l'île Bouvet et, en 1772, son compatriote, Yves Joseph de Kerguelen de Trémarec, découvre les îles Kerguelen. Cependant, bien que La Roché et Bouvet franchissent le front polaire pour pénétrer dans les régions antarctiques, aucune de leurs découvertes ne dépassent la latitude australe enregistrée par les frères Garcia de Nodal.

## Premiers explorateurs de l'Antarctique

Les grandes explorations en Antarctique, entre le.

### James Cook
Le second voyage du capitaine Cook, qui se déroule entre 1772 et 1775, est essentiellement une recherche de l'hypothétique Terra Australis, qui croit-on à l'époque se situe à des latitudes inférieures au 40e parallèle sud. L'expédition, composée des HMS Resolution et HMS Adventure, quitte l'Angleterre en septembre 1772 pour entreprendre un travail scientifique important. Les deux navires partent de Table Bay, en Afrique du Sud, le 22 novembre, et se dirigent droit au sud. De forts coups de vent font dériver les navires vers l'est, jusqu'à ce qu'ils rencontrent la banquise le 10 décembre. Cette banquise forme une barrière quasi ininterrompue, qui exige pour la contourner une grande expérience maritime. Parvenant cependant à trouver un passage, l'expédition de Cook continue vers le sud en eau libre et elle parvient ainsi, le 17 janvier 1773, au cercle Antarctique par 66° 20′ S, latitude qu'aucun navire avant elle n'a jamais atteinte. À cet endroit cependant, la progression de Cook est stoppée par les glaces, et il doit mettre le cap au nord-est, vers la Nouvelle-Zélande, qu'il atteint le 26 mars.

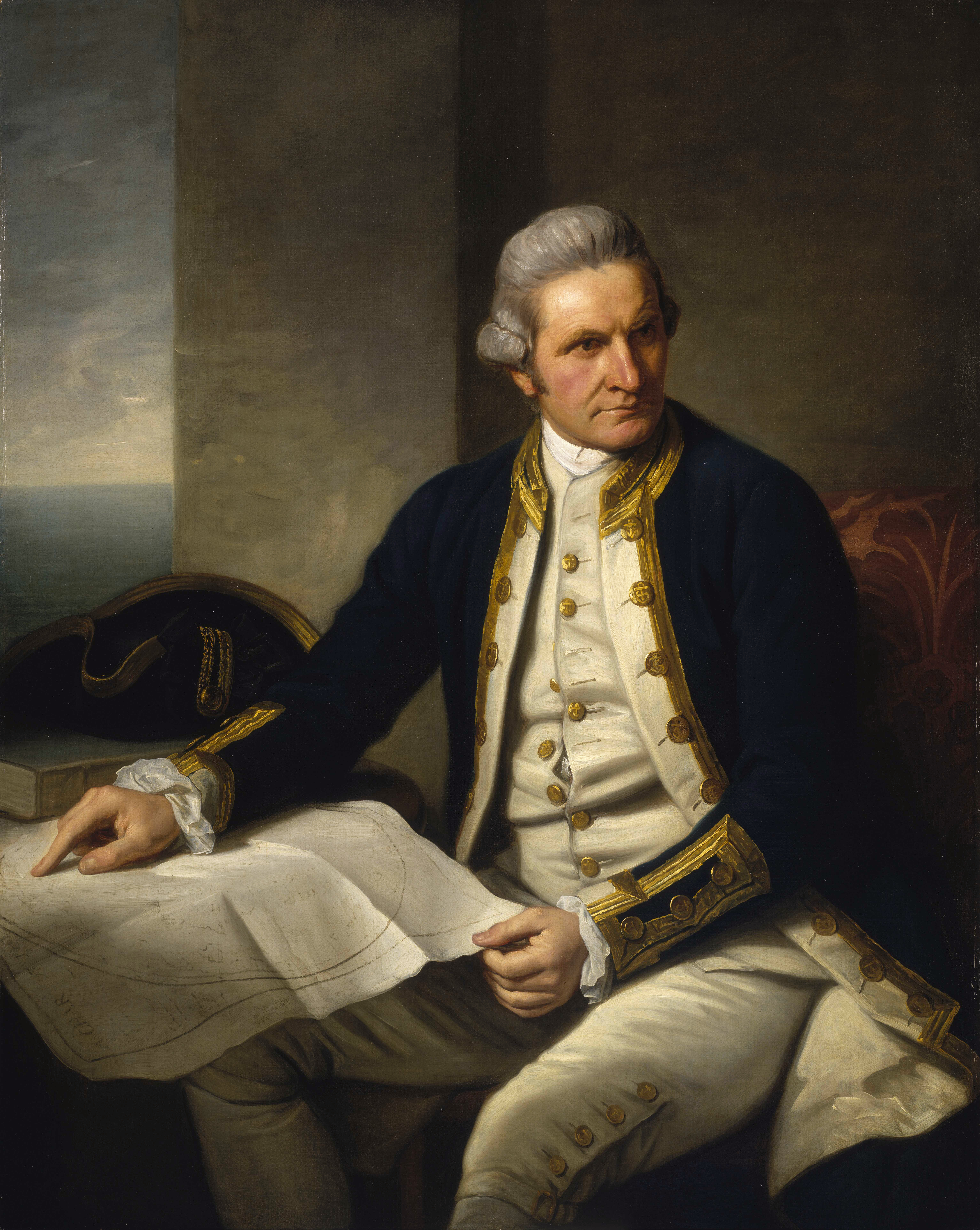
Le capitaine James Cook.

Durant les mois suivants, l'expédition explore le Sud de l'océan Pacifique, avant que Cook ne conduise le navire Resolution encore plus au sud – le navire Adventure s'est replié en Afrique du Sud après un affrontement avec les indigènes de Nouvelle-Zélande. Cette fois, Cook parvient à pénétrer profondément au-delà du cercle polaire et atteint les 71° 10′ S le 30 janvier 1774, son Farthest South, son « point le plus au sud », mais la glace l'empêche de poursuivre plus avant. Ce record restera invaincu durant 49 ans.
Au cours de ses voyages dans les eaux antarctiques, le capitaine Cook a fait le tour du monde à des latitudes généralement situées au-delà du 60e parallèle sud, sans rien voir d'autre que des îles inhospitalières, sans aucune trace du continent fertile que d'aucuns rêvent encore de trouver un jour au sud. Cook écrit que si un tel continent existait, « ce serait un pays condamné par la nature », et que « aucun homme n'ira plus loin que je ne l'ai fait et la terre au sud ne sera jamais explorée ». Il conclut : « si l'impossible était réalisé et la terre atteinte, ce serait complètement inutile et sans bénéfice aucun pour son découvreur comme pour son pays ».

### La recherche de la terre
Malgré la prédiction de Cook, le début du XIXe siècle voit de nombreuses tentatives visant à pénétrer plus au sud, et à découvrir de nouvelles terres. En 1819, William Smith, commandant du brigantin Williams, découvre les îles Shetland du Sud, et l'année suivante Edward Bransfield, à bord du même navire, aperçoit la péninsule de la Trinité, à l'extrémité Nord de la Terre de Graham. Quelques jours avant la découverte de Bransfield, le 27 janvier 1820, le capitaine russe Fabian von Bellingshausen, dans un autre secteur de l'Antarctique, aperçoit vaguement la côte de ce qui est maintenant connu sous le nom de Terre de la Reine-Maud. C'est donc lui que l'on crédite d'avoir, le premier, aperçu le continent proprement dit,.
En 1821, John Davis, un capitaine américain qui chassait le phoque, débarque à la tête d'un petit groupe sur une étendue de terre vierge au-delà des îles Shetland du Sud. « Je pense que cette Terre du sud est un continent » écrit-il dans son journal de bord ; si en effet il a raison, son équipe et lui-même sont les premiers à poser le pied sur le continent Antarctique. Cependant, en dépit de toutes ces aventures et découvertes, le record de Cook tient toujours bon.

### James Weddell
James Weddell est un marin britannique qui sert dans la Royal Navy et la marine marchande britannique, avant d'entreprendre ses premiers voyages dans les eaux antarctiques. En 1819, commandant le brigantin Jane, qui avait été armé pour la chasse à la baleine, il fait voile vers les zones de pêche récemment découvertes près de la Géorgie du Sud-et-les Îles Sandwich du Sud. Il voit dans ce voyage, l'occasion de découvrir les « îles Aurora », qui avaient été signalées au 53eS, 48eW par le navire espagnol Aurora en 1762. Weddell ne les trouve pas, celles-ci n'existant tout simplement pas, mais il tire un joli profit de sa chasse aux phoques.

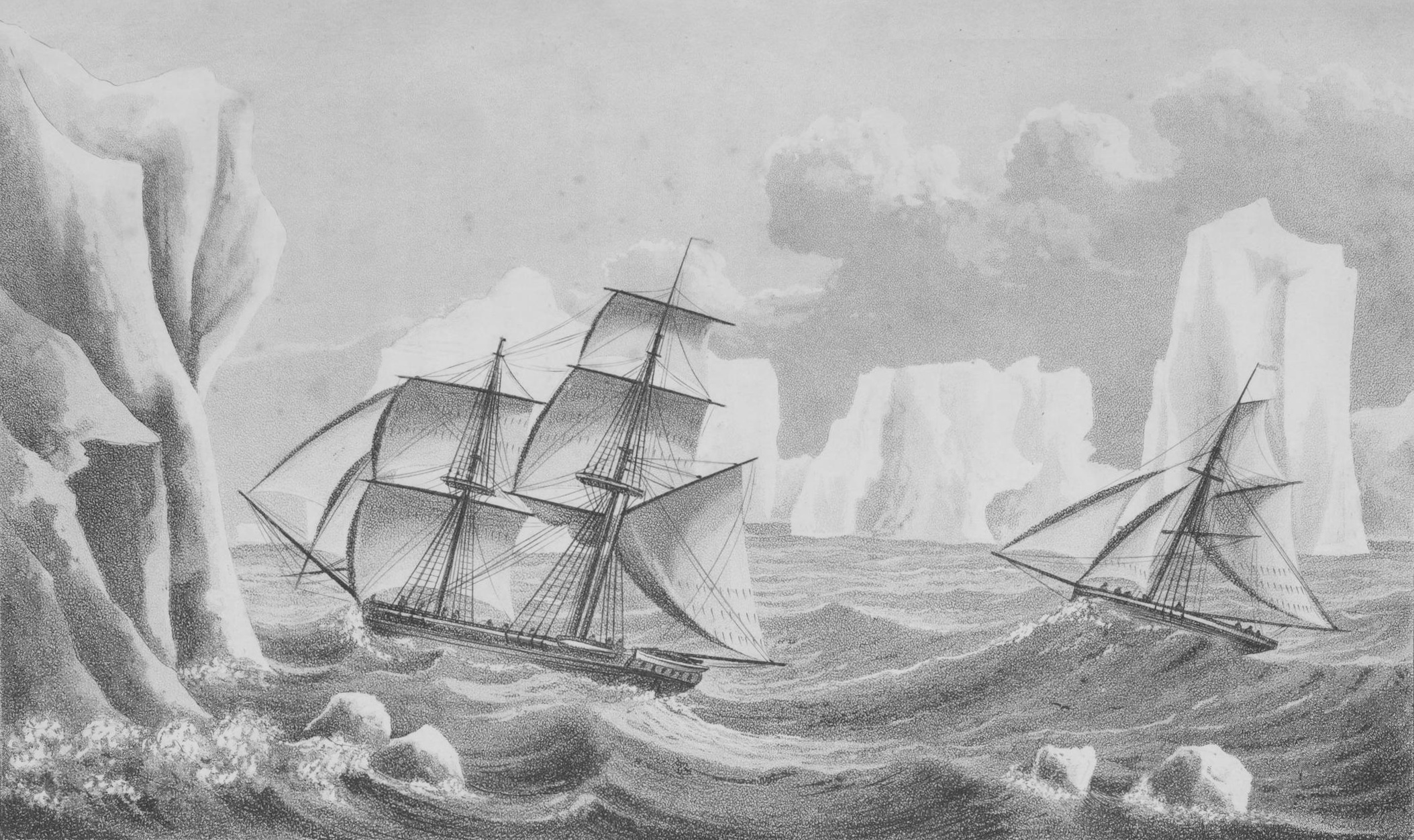
Navires de Weddell, Jane et Beaufoy.

En 1822, Weddell commande toujours le Jane, cette fois accompagné d'un plus petit navire, le Beaufoy, et met cap au sud avec pour instructions de ses employeurs, si la chasse aux phoques se révèle peu fructueuse, qu'il doit alors « mener l'exploration plus loin que ne l'ont fait les navigateurs précédents ». Cela convient au tempérament inné d'explorateur de Weddell et il équipe son navire de chronomètres, thermomètres, compas, baromètres et cartes marines. En janvier 1823, il explore les eaux entre les îles Sandwich du Sud et les îles Orcades du Sud, à la recherche de nouvelles terres. N'en trouvant aucune, il met cap au sud, en suivant le 40e méridien ouest, pénétrant profondément dans la mer qui porte désormais son nom. La saison est particulièrement calme et Weddell note qu'« on ne pouvait voir aucune particule de glace de quelque sorte que ce soit ». Le 20 février 1823, il atteint un nouveau « point le plus au sud », situé à 74° 15′ S, trois degrés au-delà de l'ancien record de Cook. Ignorant qu'il est proche de la terre, Weddell décide de s'en retourner vers le nord, convaincu que la mer continue jusqu'au pôle Sud. S'il avait navigué encore deux jours, il serait arrivé en vue de la Terre de Coats, qui n'est découverte qu'en 1904 par William Speirs Bruce lors de l'expédition Scotia (1902-1904). À son retour en Angleterre, l'affirmation de Weddell selon laquelle il aurait dépassé le record établi par le capitaine Cook dans une pareille proportion « provoque quelques haussements de sourcils sceptiques », mais est bientôt acceptée.

### James Clark Ross

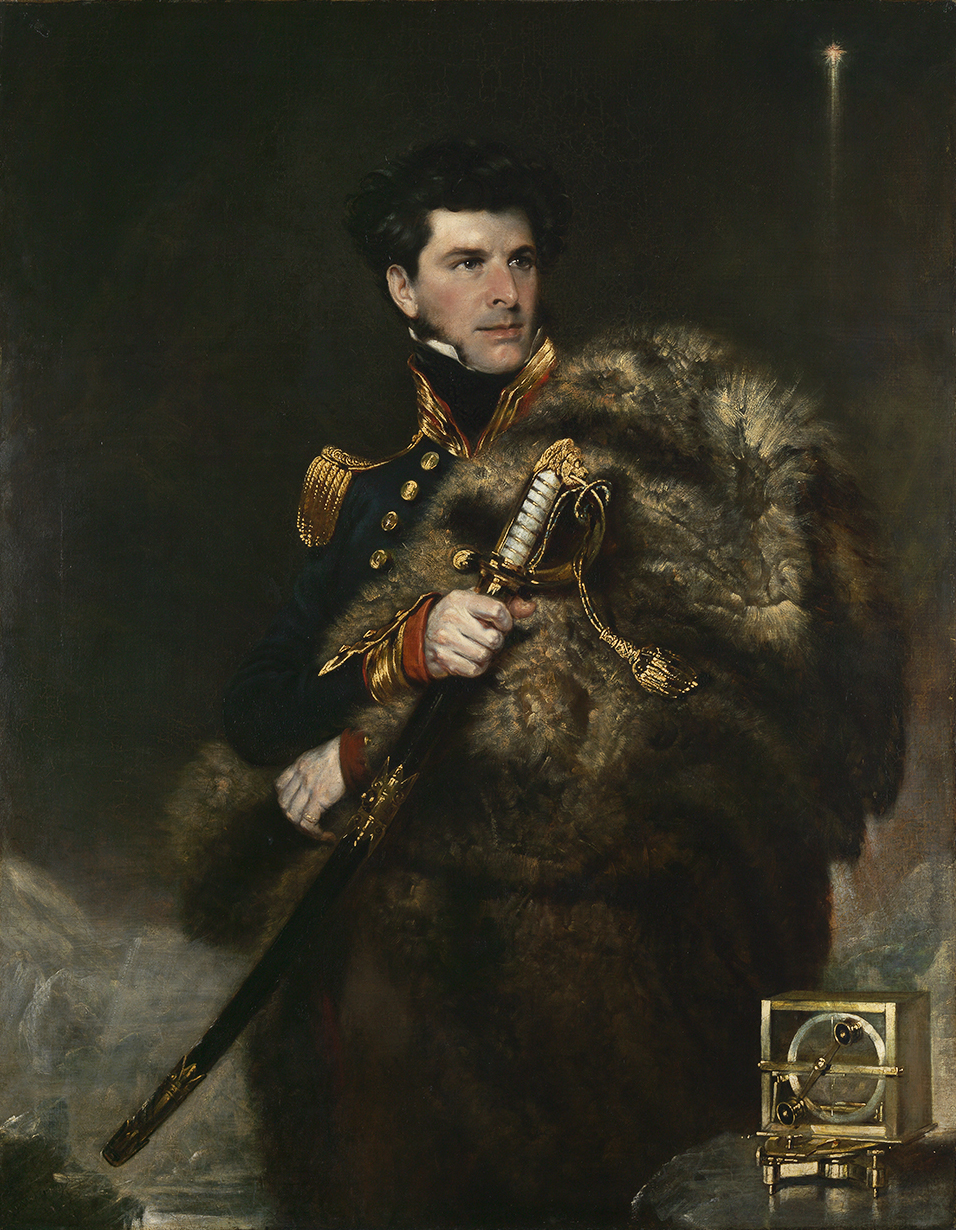
Le capitaine James Clark Ross.

L'expédition menée par James Clark Ross en Antarctique, de 1839 à 1843, avec les navires HMS Erebus et HMS Terror, est une initiative de grande envergure de la Royal Navy, dont le but est de tester les théories de l'époque sur le magnétisme, et tenter de localiser le pôle Sud magnétique. L'expédition est d'abord proposée par l'astronome John Herschel, et est appuyée par la Royal Society et la British Association for the Advancement of Science. Ross a une considérable expérience tant de l'observation magnétique que de l'exploration de l'Arctique, notamment parce qu'en mai 1831, il est membre d'une équipe ayant atteint le pôle Nord magnétique. Il apparaît alors évident de le désigner pour commander cette mission.
L'expédition quitte l'Angleterre le 30 septembre 1839, et après un voyage ralenti par les nombreux arrêts nécessaires afin d'effectuer des travaux sur le magnétisme, elle atteint la Tasmanie, en août 1840. Après une pause de trois mois imposée par l'hiver austral, l'expédition navigue en direction du sud-est le 12 novembre 1840 et franchit le cercle polaire antarctique le 1er janvier 1841. Le 11 janvier, une longue côte montagneuse s'étendant vers le sud est aperçue. Ross nomme ce territoire Terre Victoria et les montagnes qui s'y trouvent Chaîne de l'Amirauté. Il suit la côte vers le sud et franchit le record du point le plus au sud détenu jusque-là par James Weddell à 74° 15′ S, le 23 janvier. Quelques jours plus tard, comme l'expédition s'est déplacée plus loin à l'est afin d'éviter la côte de glace, ils se retrouvent face à deux volcans, le mont Erebus et le mont Terror, nommés en hommage aux navires de l'expédition.
La Grande Barrière de glace, plus tard nommée « Barrière de Ross », se trouve à l'est de ces montagnes, et forme un obstacle infranchissable empêchant de progresser plus au sud. Cherchant un détroit ou d'une crique, Ross explore 480 km le long de la barrière et atteint une latitude proche du 78e parallèle sud, le, ou vers le 8 février 1841. Il ne réussit pas à trouver un ancrage propice qui aurait permis aux navires d'hiverner, et par conséquent retourne en Tasmanie, où il arrive en avril 1841.
La saison suivante, Ross y retourne et localise une crique dans la Barrière qui lui permet, le 23 janvier 1842, de porter son « point le plus au sud » à 78° 09′ 30″S, un record qui restera inégalé durant 58 ans. Ross n'est pas en mesure de débarquer sur le continent antarctique, ni d'approcher du lieu du pôle Sud magnétique. Toutefois, ses réalisations dans l'exploration scientifique et géographique sont, à son retour en Angleterre, récompensées par de nombreux honneurs dont celui d'être anobli.

## Âge héroïque de l'exploration en Antarctique
Le voyage de recherche océanographique connu sous le nom d'expédition du Challenger (1873-1876) explore les eaux de l'Antarctique, mais n'approche pas la terre elle-même ; ses recherches, cependant, prouvent l'existence d'un continent antarctique. Ce que l'on nommera « l'âge héroïque de l'exploration en Antarctique » est initié en 1893, lors d'une conférence à la Royal Geographical Society, où le professeur John Murray appelle à une reprise de l'exploration en Antarctique : « une exploration régulière, continue, laborieuse et systématique de la totalité des régions australes » . Il poursuit cette annonce avec un appel au patriotisme britannique : « Les Britanniques vont-ils se charger du dernier grand champ d'exploration maritime à la surface de notre Terre, ou sera-t-il laissé à d'autres qui sont peut-être destinés à nous succéder ou à nous supplanter sur les mers ? ». Au cours du quart de siècle suivant, quinze expéditions provenant de huit pays différents se hissent à la hauteur de ce défi. Dans l'élan de patriotisme engendré par l'appel de Murray, et grâce à l'influence du président de la Royal Geographical Society, Clements Markham, les efforts britanniques déployés dans les années qui suivent donnent un poids particulier à l'établissement de nouveaux records dans la course au point le plus au sud, et présentent, dès lors, les caractéristiques d'une véritable « course au pôle Sud ».

### Carsten Borchgrevink

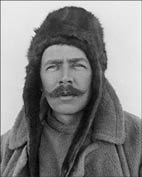
Carsten Borchgrevink.

Le Norvégien Carsten Borchgrevink émigre en Australie en 1888, où il travaille avec des équipes d'exploration de l'intérieur du pays, avant d'accepter un poste d'enseignant en Nouvelle-Galles du Sud. En 1894, il se joint à une expédition de chasse à la baleine et aux phoques en Antarctique, menée par Henryk Bull. En janvier 1895, Borchgrevink fait partie d'un groupe de cette expédition qui revendique le premier débarquement confirmé sur le continent Antarctique, au cap Adare,. Borchgrevink décide d'y revenir avec sa propre expédition pour hiverner et explorer l'intérieur des terres, avec pour objectif la localisation du pôle Sud magnétique.
Borchgrevink se rend en Angleterre, où il parvient à persuader le magnat de l'édition George Newnes de le financer à hauteur de 40 000 livres sterling, ce qui correspond à 3 millions de livres en 2008, à la seule condition que, malgré le manque de participants de la fière Albion, le projet soit baptisé « British Antarctic Expedition ». Ce n'est pas du tout la grande expédition britannique envisagée par Markham et l’establishment géographique, qui font montre d'hostilité et dédain à l'égard de Borchgrevink. Le 23 août 1898, le navire de l'expédition Southern Cross quitte Londres pour la mer de Ross, avant d'atteindre le cap Adare, le 17 février 1899. Là, l'équipe terrestre est débarquée et devient la première à passer l'hiver sur le continent Antarctique, dans une cabane préfabriquée.
Le 28 janvier 1900, le Southern Cross, de retour, embarque l'équipe restée à terre et, suivant la route que Ross avait prise 60 ans auparavant, navigue en direction du sud vers la Grande Barrière de glace. Ils découvrent alors qu'elle s'est retirée d'environ 48 km au sud depuis l'époque de Ross. Une équipe, constituée de Borchgrevink, William Colbeck et d'un sami appelé Savio, débarque avec traîneaux et chiens. Elle gravit la Barrière, et y accomplit le premier voyage en traîneau ; le 16 février 1900, ils portent le record du « point le plus au sud » à 78° 50′ S. À son retour en Angleterre, plus tard cette même année, l'expédition de Borchgrevink est reçue sans grand enthousiasme, malgré son nouveau record en direction du sud. L'historien David Crane fait observer que si Borchgrevink avait été un officier de la marine britannique, sa contribution à la connaissance de l'Antarctique aurait été mieux reçue, mais « un marin norvégien / maître d'école n'avait aucune chance d'être jamais pris au sérieux ».

### Robert Falcon Scott

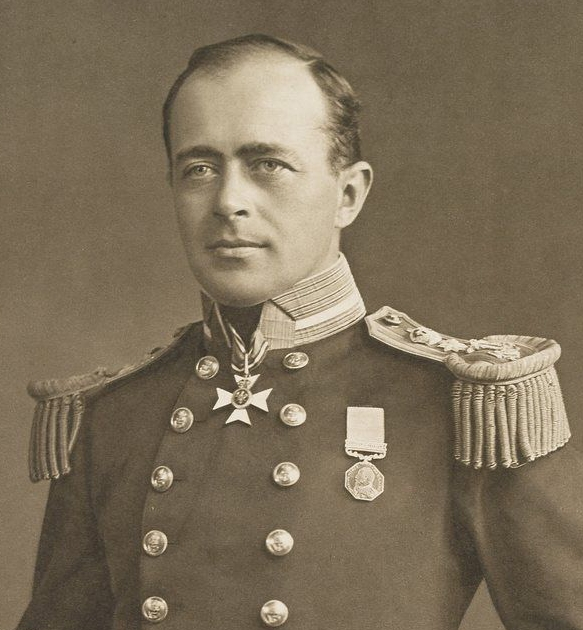
Robert Falcon Scott.

L'expédition Discovery (1901-1904) est la première expédition en Antarctique sous le commandement du capitaine Robert Falcon Scott. Bien que, selon Edward Adrian Wilson, l'intention soit, si possible, d'atteindre le pôle ou de découvrir de nouvelles terres, il n'y a rien dans les écrits de Scott, ni dans les objectifs officiels de l'expédition, qui indique le pôle Sud comme objectif précis. Toutefois, un voyage vers le pôle restait dans les limites définies par la mission officielle de Scott, qui devait « explorer la barrière de glace de Sir James Ross […] et s'efforcer de résoudre les très importantes questions physiques et géographiques liées à cette remarquable formation de glace ».
Ce voyage est entrepris par Scott, Wilson et Ernest Shackleton. L'expédition part le 1er novembre 1902 avec plusieurs équipes d'appui. L'une d'elles, dirigée par Michael Barne, bat même le record de Carsten Borchgrevink le 11 novembre. Cet événement est noté dans le journal de Wilson. La marche continue, d'abord avec des conditions météorologiques favorables, puis elle rencontre des difficultés croissantes causées par le manque d'expérience de l'équipe pour les expéditions sur glace, et à la suite de la perte de tous les chiens en raison d'un mauvais régime alimentaire et d'un surmenage. Le 80e parallèle sud est franchi le 2 décembre et, le 30 décembre, Wilson et Scott font une courte virée à ski au sud de leur camp afin d'établir un nouveau record à 82° 17′ S. Ces coordonnées peuvent ne pas être exactes car les cartes modernes, en corrélation avec la photo de Shackleton et le croquis de Wilson placent leur dernier camp à 82° 06′ S, et le point atteint par Scott et Wilson à 82° 11′ S. Quelle que soit la latitude précise, ils dépassent le point le plus au sud de Borchgrevink d'environ 400 km.

### Ernest Shackleton

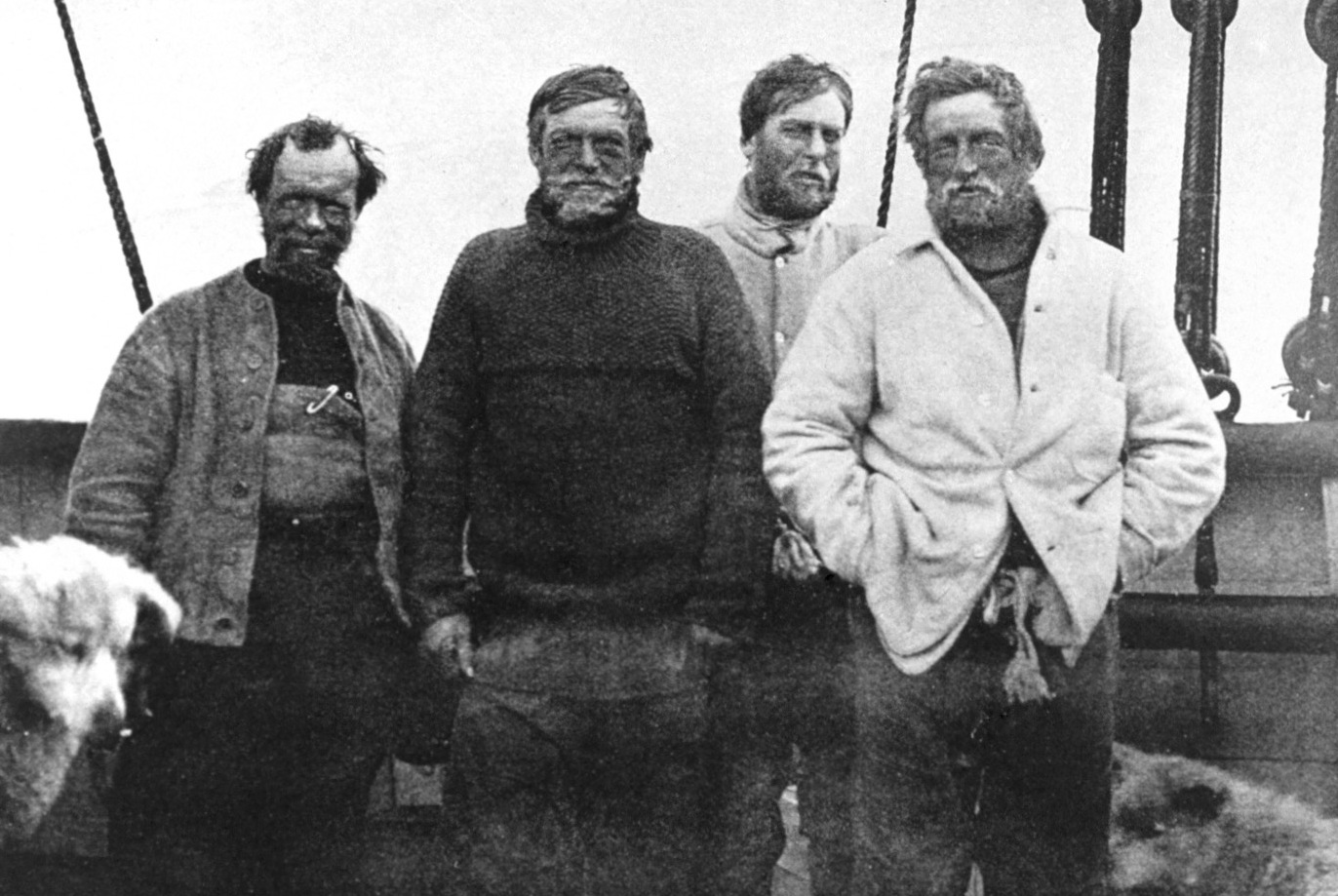
L'équipe du pôle Sud lors de l'expédition Nimrod
De gauche à droite : Frank Wild, Ernest Shackleton, Eric Marshall et Jameson Adams.

Après sa participation à l'expédition Discovery pour atteindre le « point le plus au sud », Ernest Shackleton connaît une défaillance physique sur le chemin du retour, et doit être rapatrié chez lui par le navire d'assistance de l'expédition sur ordre du capitaine Scott. Quatre ans plus tard, souhaitant prendre sa revanche, Shackleton organise sa propre expédition polaire, l'expédition Nimrod 
(1907-1909). C'est la première à se fixer pour objectif le pôle Sud, et à développer une stratégie spécifique pour l'atteindre.
Pour sa tentative, Shackleton à l'idée novatrice d'utiliser des poneys de Mandchourie comme chevaux de trait, ainsi que le plus traditionnel traîneau à chiens et un véhicule automobile spécialement adapté. Bien que les chiens et l'automobile soient utilisés pour de nombreuses tâches, l'assistance à l'équipe qui tente de gagner le pôle est dévolue aux poneys.
Ernest Shackleton et trois compagnons (Frank Wild, Eric Marshall et Jameson Adams) commencent leur marche le 29 octobre 1908. Le 26 novembre, ils franchissent le point le plus au sud atteint par l'équipe de Scott en 1902. « Un jour à retenir », écrit Shackleton dans son journal, notant qu'ils avaient atteint ce point en beaucoup moins de temps que lors de la précédente marche avec le capitaine Scott,. Le groupe de Shackleton continue vers le sud, découvrant et gravissant le glacier Beardmore jusqu'au plateau polaire, puis progresse pour atteindre leur « point plus au sud » à 88° 23′ S, à une distance de 190 km du pôle Sud, le 9 janvier 1909. Là, ils plantent l'Union Jack, qui leur avait été remis par la reine Alexandra, et prennent possession du plateau au nom du roi Édouard VII, avant que la pénurie de vivres et de provisions ne les contraigne à repartir vers le nord. C'est, à l'époque, le point le plus proche jamais atteint de l'un ou l'autre des deux pôles. Le gain de plus de 6 degrés au sud, depuis le record précédent de Scott, est la plus grande avancée du « point le plus au sud » depuis celle du capitaine Cook en 1773. À son retour en Angleterre, Shackleton est reçu en héros, et anobli par le roi Édouard VII. Ce record ne tiendra que deux ans et 333 jours, moins longtemps que les précédents, hormis celui de Borchgrevink (deux ans et 316 jours).

## Conquête du pôle Sud

### Roald Amundsen

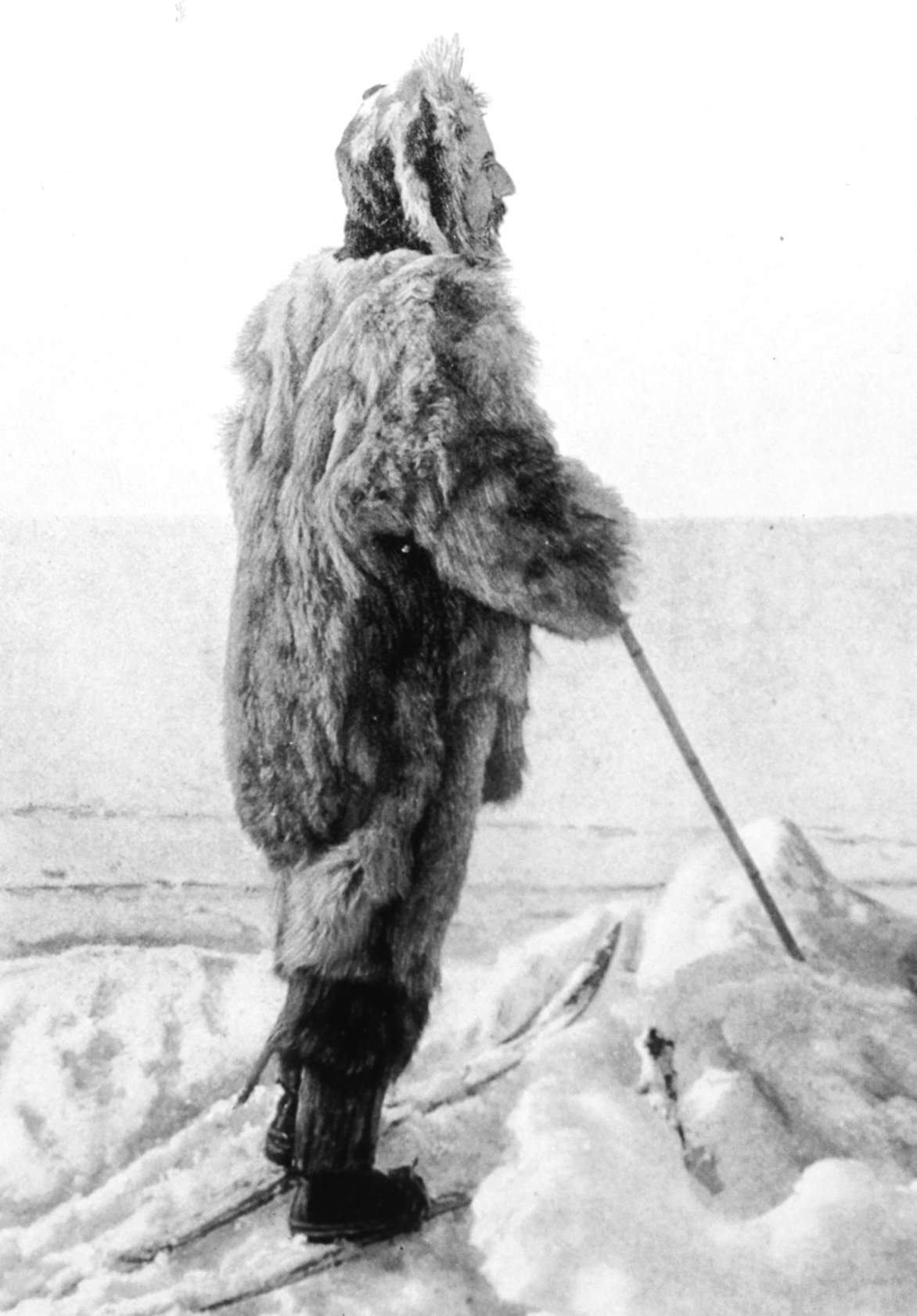
Roald Amundsen lors de l'expédition Amundsen, 1911-1912.

Dans le sillage du demi-échec de Shackleton, Scott organise l'expédition Terra Nova (1910-1913), dont l'objectif premier, explicitement déclaré, est la conquête du pôle Sud pour l'Empire britannique. À la façon dont il conçoit son expédition, Scott n'a aucune raison de croire que sa tentative sera contestée. Toutefois, l'explorateur norvégien Roald Amundsen, qui élabore des plans pour une expédition au pôle Nord, change d'intention lorsque, en septembre 1909, le pôle Nord est revendiqué par les américains Frederick Cook et Robert Peary. Amundsen se résout donc à partir en direction du sud.
Amundsen dissimule ses nouvelles intentions jusqu'à ce que son navire, le Fram (« En avant »), ne pénètre dans l'océan Atlantique hors de portée des moyens de communications. Scott est informé par télégramme qu'un rival se trouve aussi dans la course, mais n'a d'autre choix que de poursuivre ses propres plans depuis l'île de Ross. Pendant ce temps, le Fram arrive à la barrière de Ross le 11 janvier 1911 et trouve une crique le 14 janvier, la baie des Baleines, où Carsten Borchgrevink avait débarqué onze ans plus tôt. Cet emplacement est choisi par Amundsen pour être son camp de base, le Framheim, « la demeure du Fram ».
Après neuf mois de préparation, le voyage terrestre d'Amundsen vers le pôle commence le 20 octobre 1911. Évitant la route connue vers le plateau antarctique par le glacier Beardmore, il conduit plein sud son équipe constituée de cinq personnes, pour atteindre la chaîne Transantarctique le 16 novembre. Il fait l'ascension du plateau en profitant d'une nouvelle découverte, qu'il a nommée glacier Axel Heiberg, et se lance dans le sprint final pour le pôle Sud. Le record de Shackleton est battu le 7 décembre et le pôle lui-même, à 90° S, est atteint le 15 décembre 1911. La parfaite maîtrise des skis et des traîneaux à chiens de l'équipe norvégienne s'est révélée décisive. Les cinq hommes de l'équipe de Scott atteignent le pôle Sud trente-trois jours plus tard, et périssent au cours de leur voyage de retour. Depuis les voyages de James Cook, chaque expédition à avoir battu un record avant Amundsen était britannique, mais le triomphe final est norvégien.

### Suite

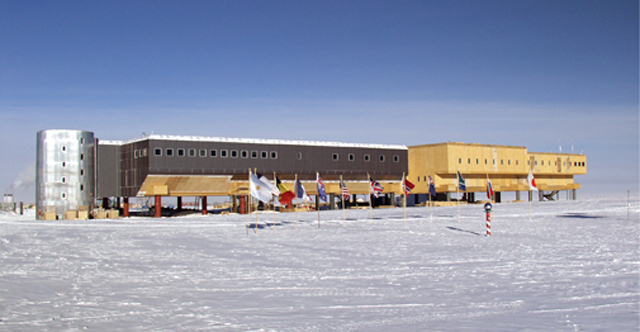
La base antarctique Amundsen-Scott photographiée en 2006.

Après Scott en 1912, personne ne visite le pôle pendant près de dix-huit années. Le 28 novembre 1929, le Commander de la marine américaine, et plus tard contre-amiral, Richard Byrd accompagné de trois hommes réussissent le premier survol du pôle Sud en avion. Vingt-sept ans plus tard, le contre-amiral George Dufek est le premier à poser le pied au pôle depuis Scott, quand le 31 octobre 1956, lui et l'équipage du Douglas R4D-5 Skytrain Que Sera Sera atterrit au pôle. Entre novembre 1956 et février 1957, la première base antarctique permanente de recherche du pôle Sud est construite et baptisée Amundsen-Scott (Amundsen-Scott South Pole Station) en l'honneur des deux pionniers. Depuis lors, la station s'est substantiellement agrandie, pouvant abriter 150 scientifiques et personnel de soutien en 2008. Dufek apporte une aide considérable à l'expédition Fuchs-Hillary de 1955 à 1958, menée par Vivian Fuchs, qui, le 19 janvier 1958, devient la première expédition terrestre à atteindre le pôle depuis Scott.

## Chronologie des records
Tableau de la chronologie des records, de 1521 à 1911 (Les lettres de référence se rapportent à la carte contiguë)
| Chef d'expédition                    | Pays                       | Latitude atteinte    | Localisation                          | Réf. | Date             | Carte                                                         |
| ------------------------------------ | -------------------------- | -------------------- | ------------------------------------- | ---- | ---------------- | ------------------------------------------------------------- |
| Fernand de Magellan                  | Monarchie espagnole        | 54e (approximatif)   | Détroit de Magellan                   | A    | Novembre 1521    | Positions des records de « Sud le plus loin » de 1521 à 1911. |
| Francisco de Hoces                   | Monarchie espagnole        | 55° 59′ (spéculatif) | Cap Horn                              | B    | Janvier 1526     | Positions des records de « Sud le plus loin » de 1521 à 1911. |
| Francis Drake                        | Angleterre                 | 55° 59′ (spéculatif) | Cap Horn                              | B    | Octobre 1578     | Positions des records de « Sud le plus loin » de 1521 à 1911. |
| Bartolomé et Gonzalo García de Nodal | Monarchie espagnole        | 56° 30′              | Passage de Drake : Îles Diego Ramirez | C    | Février 1619     | Positions des records de « Sud le plus loin » de 1521 à 1911. |
| James Cook                           | Royaume de Grande-Bretagne | 66° 20′              | SE de Le Cap                          | D    | 17 janvier 1773  | Positions des records de « Sud le plus loin » de 1521 à 1911. |
| James Cook                           | Royaume de Grande-Bretagne | 71° 10′              | SE de la Nouvelle-Zélande             | E    | 30 janvier 1774  | Positions des records de « Sud le plus loin » de 1521 à 1911. |
| James Weddell                        | Royaume-Uni                | 74° 15′              | Mer de Weddell                        | F    | 20 février 1823  | Positions des records de « Sud le plus loin » de 1521 à 1911. |
| James Clark Ross                     | Royaume-Uni                | 78e (approximatif)   | Mer de Ross                           | G    | 8 février 1841   | Positions des records de « Sud le plus loin » de 1521 à 1911. |
| James Clark Ross                     | Royaume-Uni                | 78° 09′ 30″          | Mer de Ross                           | G    | 23 janvier 1842  | Positions des records de « Sud le plus loin » de 1521 à 1911. |
| Carsten Borchgrevink                 | Royaume-Uni                | 78° 50′              | Barrière de Ross                      | H    | 16 février 1900  | Positions des records de « Sud le plus loin » de 1521 à 1911. |
| Robert Falcon Scott                  | Royaume-Uni                | 82° 17′              | Barrière de Ross                      | I    | 30 décembre 1902 | Positions des records de « Sud le plus loin » de 1521 à 1911. |
| Ernest Shackleton                    | Royaume-Uni                | 88° 23′              | Sud du plateau Antarctique            | J    | 9 janvier 1909   | Positions des records de « Sud le plus loin » de 1521 à 1911. |
| Roald Amundsen                       | Norvège                    | 90°                  | Pôle Sud                              | K    | 15 décembre 1911 | Positions des records de « Sud le plus loin » de 1521 à 1911. |